# Бутилин
Бутилин (на латински: Butilinus, Buccelenus; на немски: Butilin, Bucelin, Bucilin, † 554) е според епископ Марий Авентиценсис, по нареждане на Меровингите, от 536 до 554 г. алемански дукс (херцог) в диоцеза Авентикум.

## Биография
Той е брат на Леутари I. Бутилин и брат му са първите алемански херцози (dux), назначени от франкския крал Теодебалд.
Победените остготи в Готската война изпращат от Италия делегация при крал Теодебалд, да искат помощ за борбата против източноримската войска и Нарсес, но той отказва. Братята Бутилин и Леутари I обаче образуват войска от 75 000 алемани и франки, която през пролетта на 553 г. нахлува в Италия и се остановява в Парма. Останалите там готи отварят вратите на градовете си за алемано-франкската войска. През есента на 554 г. войската на Бутилин претърпява загуба в битката на Волтурно при Капуа.
Негов наследник като dux става Магнахар.